# Bang (Anitta)
Bang è il terzo album in studio della cantante brasiliana Anitta, pubblicato nel 2015.

## Tracce
1. Bang – 3:11
2. Deixa Ele Sofrer – 2:51
3. Cravo e Canela (featuring Vitin) – 3:20
4. Parei – 2:33
5. Essa Mina é Louca (featuring Jhama) – 2:40
6. Atenção – 2:56
7. Gosto Assim (featuring Dubeat) – 3:18
8. Show Completo – 2:37
9. Volta Amor – 2:34
10. Sim (featuring ConeCrewDiretoria) – 3:06
11. Pode Chegar (featuring Nego do Borel) – 3:06
12. Eu Sou do Tipo – 2:18
13. Deixa a Onda Te Levar – 2:25
14. Me Leva a Sério – 2:50
15. Deixa Ele Sofrer (Acoustic) – 2:42